# Germanus von Paris

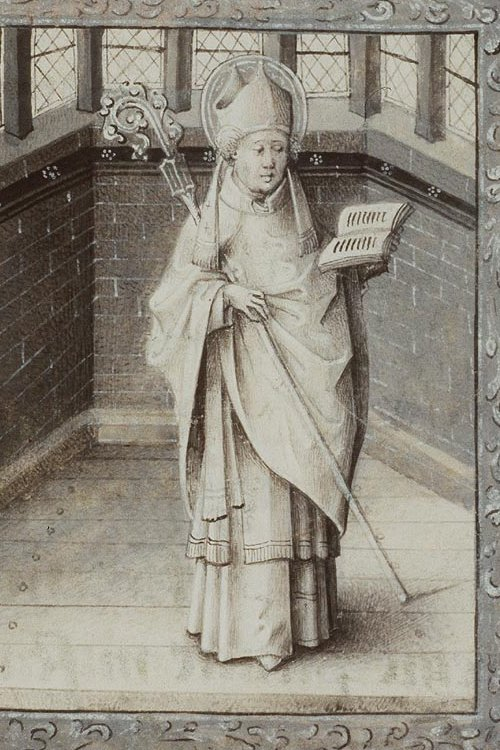
Germanus von Paris von Jean Le Tavernier (um 1450)

Germanus von Paris, französisch Saint Germain, (* 496 bei Autun; † 28. Mai 576 in Paris) ist ein Heiliger der römisch-katholischen Kirche. Er war von 550 bis 576 der 20. Bischof von Paris; sein katholischer und orthodoxer Gedenktag ist der 28. Mai, sein Todestag.

## Vita
Germanus’ Eltern waren ein gewisser Eleutherius, ein wohlhabender Gallorömer, und dessen Gemahlin Eusebia. Bereits als Kleinkind versuchte sein Cousin Stratidius ihn wegen Erbstreitigkeiten zu vergiften, doch aus Versehen trank seine Dienerin das Gift. Germanus lebte als junger Erwachsener in Autun als Einsiedler, bevor er im Jahr 530 zum Priester geweiht wurde. Zehn Jahre später wurde er Abt von Saint-Symphorien in Autun, wieder zehn Jahre später (550) Bischof von Paris und Erzkaplan des Frankenkönigs Childebert I. Er war ein beliebter Prediger, dessen Einsatz insbesondere den Gefangenen galt.

## Saint-Germain-des-Prés
Heute ist Germanus vor allem aufgrund einer Kirchen- und Klostergründung bekannt, die er außerhalb von Paris (des prés bedeutet „auf den Feldern“) vornahm. Die Kirche St. Vincent sollte die Reliquien des hl. Vinzenz von Valencia aufnehmen; das Kloster wurde dem Benediktinerorden übergeben. Germanus wurde in dieser Kirche beigesetzt, die nach ihm später ihren heutigen Namen erhielt: Saint-Germain-des-Prés.
Um die Kirche und das Kloster herum entwickelte sich der gleichnamige Stadtteil von Paris, Faubourg Saint-Germain (der vom Boulevard Saint-Germain durchquert wird), dessen Ruhm in der Mitte des 20. Jahrhunderts mit dem Jazz und dem Existenzialismus wuchs.

## Verehrung
Unter Pippin dem Jüngeren (reg. 751–768) wurden im Jahr 755 seine Gebeine gehoben und in ein prächtiges, von Eligius von Noyon gestaltetes Grabmal überführt (Reliquientranslation). Sie gingen jedoch in der Französischen Revolution verloren. Germanus von Paris ist Schutzpatron der Gefangenen und der Musik; auch gegen Feuergefahr und Fieber wird er angerufen. Mehrere Kirchen in Frankreich und seinen Nachbarländern tragen sein Patrozinium.

## Darstellung
Mittelalterliche Darstellungen des Heiligen sind nicht bekannt; in neuzeitlichen Bildnissen wird er zumeist als Bischof gezeigt.